# Irina Livezeanu
Irina Livezeanu (n. 18 octombrie 1952, București) este un istoric american, de origine română. Punctele de interes ale cercetărilor ei includ Europa de Est, evreii din Estul Europei, Holocaustul în Estul Europei și naționalismul modern.
Mai multe dintre publicațiile sale au de a face cu istoria României, Moldova și Basarabia. Din 1996, ea este profesor asociat la departamentul de istorie de la Universitatea Pittsburgh. În 2010, ea a devenit președinta Societății pentru Studii Românești.

## Biografie
Părinții ei au fost Nathan și Hertha (Weiser) Livezeanu.
Irina Livezeanu a emigrat în 1965 în Statele Unite, la vârsta de 17 ani. Și-a luat licența în greacă veche la Swarthmore College în 1974, apoi masteratul în studii asupra Rusiei și Estului Europei, la Universitatea din Michigan în 1979. La aceeași universitate și-a luat doctoratul în istorie, în 1986.
Și-a început cariera academică la Colby College, unde a fost un profesor asistent între anii 1987 și 1991. Livezeanu a fost mai târziu profesor asistent la Ohio State University (1991-1994), și, între anii 1994 și 1996, la universitatea din Pittsburgh. În 1996 a fost de asemenea și un profesor vizitator la Universitatea Babeș-Bolyai din Cluj.
De asemenea, mai este cunoscută ca o promotoare a cinematografiei românești: în 2007, a organizat festivalul “Romanian Cinema on the Edge” la universitatea din Pittsburgh, cu ajutor de la institutul cultural român. Au fost difuzate filme realizate de Lucian Pintilie (Reconstituirea), Corneliu Porumboiu (The paper will be blue), Cristian Mungiu (Occident) și Cristian Nemescu (California Dreamin’).

## Contribuții
În analiza succeselor naționaliste la începutul anilor 1920 în România (politici culturale din România Mare), Irina Livezeanu se bazează pe teoriile de antropologie socială americane ale lui Ernest Gellner, în special pe definiția naționalismului ca produs al societății industriale, punând accentul pe cadrele universitare care au promovat și impus teze naționaliste.
Ea a aplicat ideile și conceptele lui Gellner într-un caz particular, în ceea ce privește societatea rurală din România și în acest context le-a asociat cu concluziile pe care le-a avut Liah Greenfeld. În conformitate cu Greenfeld si Livzeanu cu toate că naționalismul a fost generat de dezvoltarea economică și socială în Anglia, acesta a crescut în mod independent, din acel moment, și a fost la fel de capabil să se impună în regiunile mai puțin subdezvoltate.
Irina Livezeanu a aplicat aceste concept pe un studiu de caz cu referire la România Mare, și, în particular, pe procesul de românizare asociat cu ultimul regim. Astfel ea a ajuns la concluzia că deși Transilvania, Bucovina și Basarabia s-au alăturat Regatului Român pe baze etnice și culturale, guvernele din București au condus, de asemenea, înspre un proces de centralizare și asimilare culturală.
În conformitate cu istoricul Constantin Iordachi, această poziție a pro-românizării a fost echivalată cu un "Kulturkampf" care de multe ori a reprezentat “sacrificarea valorilor democratice și pluraliste de pe altarul naționalismului istoric”.
Analiza Irinei Livezeanu a fost, de asemenea, remarcată pentru rolul doveditor alternativ la unionism în regiunile locuite de românii din Austro-Ungaria, inclusiv Casa de Habsburg loialism, susținătorii autonomiei regionale. Ea citează exemple de naționaliști români precum Aurel Popovici și Constantin Tomaszuczuk, ale căror discursuri au fost ca o alternativă la unionism, care a fost marginalizat de cei mai mult istorici.
Livezeanu a dezvoltat, de asemenea, o preluare originală în ascensiunea fascismului și a extremei de dreapta în România interbelică, pe care a asociat-o cu impactul discursului naționalist în cultura și societatea românească. Bazându-se pe concluziile istoricului israelian Zeev Sternhell, precum și cu privire la interpretarea proprie a textelor de politicianul fascist Nichifor Crainic, a propus că fascismul românesc a fost de fapt un aspect.
Una dintre principalele concluzii ale lui Livezeanu se referă la proiectele sociale și politice ale vremii și, mai exact, la contrastul dintre scopurile urbane și capitaliste ale teoreticienilor naționali liberali precum Ștefan Zeletin și la ideile protecționiste și populiste de dreapta și de stânga.

## Lucrări
- Cultural Politics in Greater Romania: Regionalism, Nation Building, and Ethnic Struggle, 1918–1930, Cornell University Press, 1995 and 2000. ISBN 0-8014-8688-2
- with  June Pachuta Farris, Mary Zirin, Christine D. Worobec, Eds.: Women & Gender in Central and Eastern Europe, Russia, and Eurasia: A Comprehensive Bibliography, M.E. Sharpe, 2007. ISBN 0-7656-0737-9
- Cultură și naționalism în România Mare, 1918-1930, Editura Humanitas, 1998. ISBN 973-28-0865-9

## Premii
- 1995 - Premiul „Heldt” pe 1995, acordat de către Association of Women in Slavic Studies[7]
- 1995 - Premiul Academiei Româno-Americane de Științe și Arte[7]